# Église Saint-Pierre-ès-Liens de Balot
L'église Saint-Pierre-ès-Liens  est une église catholique située à Balot en Côte-d'Or dont les parties les plus anciennes datent du XIIIe siècle.

## Localisation
L’église Saint-Pierre-ès-Liens est située au centre du village de Balot.

## Historique
La construction de la nef et du clocher remonte au XIIIe siècle. Le bâtiment est complété au XVe siècle par l’adjonction des chapelles.
Remaniée en 1865 par l'architecte Monniot, elle a fait l'objet d'importantes restaurations au XXe siècle.

## Architecture et description
L'église est en forme de croix latine à nef unique de deux travées voûtées en berceau et chevet plat. Le clocher polygonal est situé au-dessus du porche d'entrée. Sa construction est en moellons et pierre de taille avec enduit. Le toit à longs pans est couvert d’ardoise.

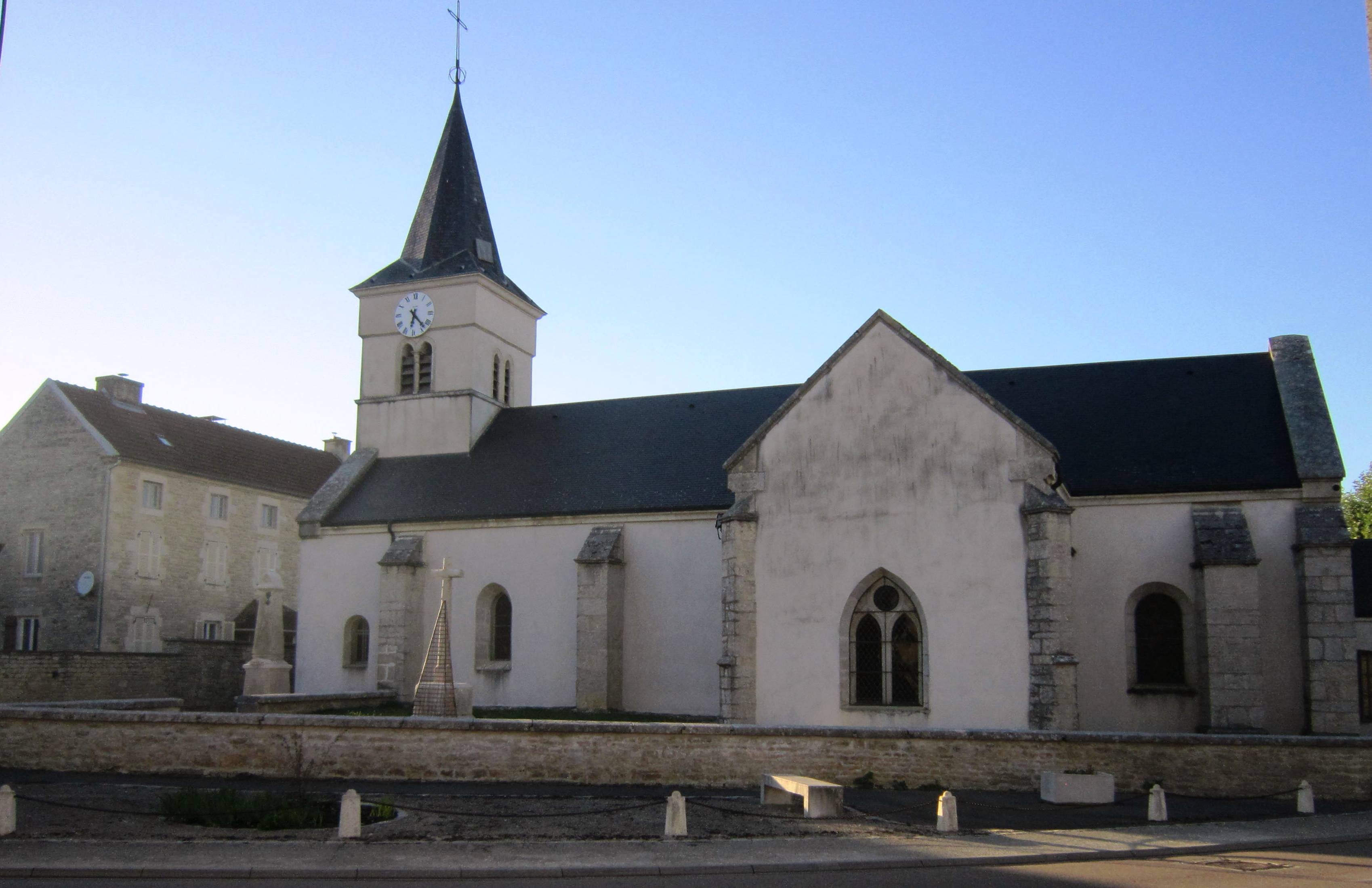
Façade sud.
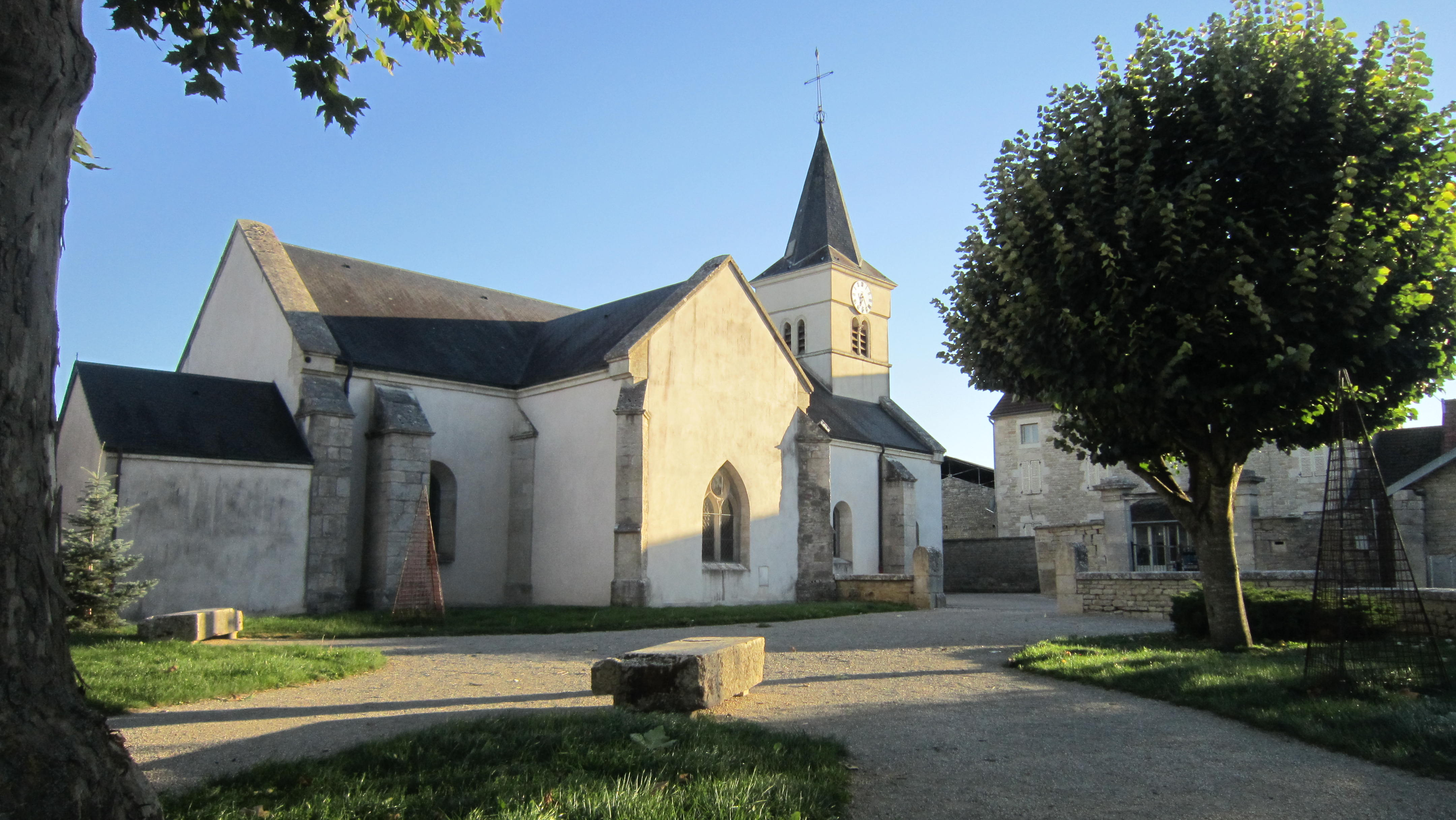
Vue nord-est.

## Mobilier
- Peintures murales du XVIe siècle[2] et du  XIXe siècle [3]
- Importante statuaire du XVIIe siècle et XVIIIe siècle : bas-relief de l'Assomption, éducation de la Vierge, Vierge à l'Enfant, sainte Catherine, saint Paul et saint Jean.
- Trois autels-retables du XVIIIe siècle et XIXe siècle.
- Boiseries de chœur et chaire début XIXe siècle.